# Сан-Мигель (река)
Сан-Мигель (англ. San Miguel River) — река в штате Колорадо на западе центральной части США, правый приток нижнего течения Долорес, протекает по территории округов Сан-Мигель и Монтроз на юго-западе штата. Длина реки 81 миля (130 км).
Берёт начало в районе горного хребта Сан-Хуан, к юго-востоку от города Тельюрайд и течёт на северо-запад. Протекает через города Плейсвилль и Нукла и впадает в реку Долорес на западе округа Монтроуз, примерно в 24 км к востоку от границы со штатом Юта. Средний расход воды составляет около 17 м³/с.